# (1768) Appenzella
De planetoïde (1768) Appenzella, reeds ontdekt in 1942, werd op 23 september 1965 opnieuw aan het licht gebracht door de Zwitserse astronoom Paul Wild. De baan van deze planetoïde heeft een halve grote as van 2,4504897 AE en bevindt zich in de planetoïdengordel tussen Mars en Jupiter. Van dit hemellichaam is weinig bekend, buiten het feit dat periheliumargument van slechts 19,53758° en een gemiddelde anomalie van 279,39513° heeft. (1768) Appenzella heeft een absolute magnitude van slechts 12,70, waardoor dit een zeer zwak lichtweerkaatsende planetoïde is.